# Seleção Indonésia de Futebol Feminino
A Seleção Indonésia de Futebol Feminino representa a Indonésia nas competições de futebol feminino da FIFA.

## Campanhas de Destaque
- Copa da Ásia de Futebol Feminino de 1986: 4º Lugar